# Agnus Dei (film, 1971)
Pour les articles homonymes, voir Agnus Dei (homonymie).
Pour plus de détails, voir Fiche technique et Distribution.
Agnus Dei (Égi bárány) est un film hongrois réalisé par Miklós Jancsó, sorti en 1971.

## Synopsis
Août 1919. La fin de l'éphémère République hongroise des Conseils et son cortège de luttes sanglantes et d'atrocités. Un prêtre exalté dresse une partie de la paysannerie contre les « Rouges » qui finiront défaits et exterminés ...

## Fiche technique
- Titre : Agnus Dei
- Titre original : Égi bárány
- Réalisation : Miklós Jancsó
- Scénario : M. Jancsó, Gyula Hernádi
- Photographie : János Kende. Eastmancolor
- Montage : Zoltán Farkas
- Musique : Folklore hongrois
- Production : Mafilm, studio 1
- Pays d'origine :  Hongrie
- Année de réalisation : 1970
- Genre : Film dramatique
- Durée : 84 min
- Dates de sortie :
  -  Hongrie : 22 avril 1971

## Distribution
- József Madaras : le prêtre
- Anna Széles : une paysanne
- Daniel Olbrychski : un soldat
- Márk Zala : un paysan
- Lajos Balázsovits : un « Rouge »

## Analyse
- Avec Agnus Dei, Miklós Jancsó revient sur la période sombre de l'histoire nationale hongroise qui, aux lendemains de la Première Guerre mondiale, suivit l'échec de la République des Conseils et donna naissance au régime autoritaire de l'amiral Horthy. « Chronologiquement les événements qui servent de base historique au neuvième long métrage de Jancsó se situent entre les faits rapportés dans Rouges et blancs  et ceux montrés dans Silence et cri, Agnus Dei se plaçant même plus précisément juste avant ce dernier film qui s'attachait à décrire la dictature du Régent Horthy. Trouble période pendant laquelle meurt la République des Conseils tandis que s'installe la Contre-Révolution d'août 1919 qui voit donc s'abattre la répression d'un "fascisme semi-féodal", suivant l'expression du réalisateur qui essaye d'en saisir l'essence pour mieux dénoncer le processus universel de son apparition », indique René Prédal dans un article consacré au film (in : Études cinématographiques, avril 1975).
- Toutefois, si dans Silence et cri (1968) les conséquences de la répression fasciste étaient observées dans le cadre d'une cellule familiale, avec Agnus Dei, l'auteur, de manière plus explicite et plus dramatique, se hisse au niveau de toute une collectivité, certes représentée par des communautés paysannes, mais qui symbolisent en vérité la nation hongroise tout entière subissant la mort et la torture. C'est ce que rappelle Michel Estève dans L'Espace, le mouvement et la figure du cercle chez Jancsó (in : Études cinématographiques, avril 1975). La mort s'avère ici omniprésente tout comme les actes de torture et d'humiliation. L'exemple d'une séquence terrible où un prêtre fanatique et sanguinaire, incarné par József Madaras, impose à une petite fille innocente, dénudée devant tous, la lecture d'un code de tortures « nous immerge dans l'atmosphère du temps de l'Inquisition », nous dit Michel Estève (in : op.cité).
- Agnus Dei (le titre en fait foi) contient donc une violente charge contre l'intolérance religieuse, utilisée à des fins psychologiques par les troupes de l'amiral Horthy. Il y a, pourtant, selon Émile Breton, « (...) ambiguïté, non des "personnages", mais du "message" (le message évangélique ici) qui sert de support unique à des aspirations et des projets  absolument contradictoires : changer la vie d'une part (les paysans), maintenir l'ordre de l'autre (les propriétaires et le prêtre). »
- Plus encore que dans ses précédents films, Jancsó brise les conventions du récit qu'il ouvre, dans la dernière partie du film, sur des dimensions oniriques. « Atmosphère nocturne où la fête, les danses, les violons, les jeunes femmes nues, le feu des bûchers (...) estompent la cruauté de la mort donnée à profusion. (...) L'image devient alors signe d'un enfer terrestre. » (M. Estève, op. cité).
- René Prédal retient, pour sa part, qu'« avec un extraordinaire sens de la mise en scène aussi, car si Agnus Dei frappe d'abord par son aspect spectaculaire, c'est que la méthode d'écrasement choisie par le fascisme repose elle-même sur le sens du spectacle ; (...) l'abstraction devenant image toute chargée de mouvement et de chants, Jancsó transcende le réalisme de la violence, un peu comme Glauber Rocha dans Antonio das Mortes, pour en faire sentir physiquement le paroxysme. »
- « La seconde partie d' Agnus Dei infléchit donc l'œuvre tout entière de l'auteur vers plus de fantastique et de luxuriance. La sobriété de Silence et cri qui risquait de conduire au dessèchement d'une géométrie trop abstraite, se trouve ainsi comme revivifiée par cet apport de merveilleux qui se développera encore plus dans Psaume rouge (...) », estime René Prédal (in : op. cité).

## Distinctions
Le film a été présenté à la Quinzaine des réalisateurs, en sélection parallèle du festival de Cannes 1971.